# Výčet zim

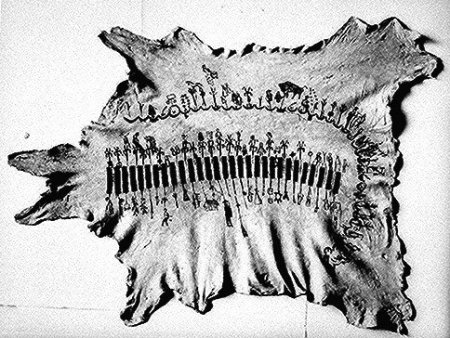
Výčet zim (Kiowa,. 1889-1892)

Výčet zim byl u severoamerických indiánů plání obrázkový letopis, tradiční způsob záznamu, který zachycoval významné události v průběhu několika let jednoduchými piktogramy. Po jejich zapisovateli a strážci v jedné osobě se žádalo, aby je uměl také správně interpretovat („přečíst“). Podle konkrétního systému zaznamenávání, jež se různily podle zapisovatele, se „četly“ v různých směrech, například také spirálovitě. Indiáni je pořizovali až do 19. století. Asi stovka se jich zachovala, některé z nich jsou ale kopie. Z prérijních indiánů je používali například Černonožci, Kiowové, Siouxové a další.
Etnografové je však dnes nemohou považovat za relevantní zdroj autentické domorodé historie. Úskalím těchto značek k uchovávání a probouzení pomíjivé lidské paměti je jejich mnohoznačná interpretace, navíc závislá na kulturním kódu, který v průběhu kontaktů angloamerické a původní kultury značně utrpěl. Zaznamenané události se většinou daly relativně správně historicky interpretovat v horizontu maximálně 60 let. „Strážci“ nebyli schopni zařadit starší události do historického kontextu či pojmenovat aktéry konfliktů. Paměť skupiny se tak značně zkracovala. Ke zhodnocení těchto zaznamenaných svědectví je proto nutné plně využívat kritické konfrontace s dobovými prameny.